# Zanthoxyloideae
Zanthoxyloideae je potporodica rutovki. Sastoji se od 4 tribusa. Tipični rod je Zanthoxylum ili žuto drvo sa oko 240 vrsta troposkog drveća i grmova

## Tribusi i rodovi
Subfamilia Zanthoxyloideae A. Juss. ex Arn.
1. Tribus Dictamneae Bartl.
  1. Casimiroa La Llave & Lex. (11 spp.)
  2. Dictamnus L. (4 spp.)
  3. Orixa Thunb. (1 sp.)
  4. Skimmia Thunb. (5 spp.)
2. Tribus Diosmeae DC.
  1. Calodendrum Thunb. (2 spp.)
  2. Empleurum [Sol.] in Aiton (2 spp.)
  3. Phyllosma Bolus (2 spp.)
  4. Acmadenia Bartl. & H. L. Wendl. (33 spp.)
  5. Adenandra Willd. (18 spp.)
  6. Coleonema Bartl. & H. L. Wendl. (8 spp.)
  7. Agathosma Willd. (139 spp.)
  8. Diosma L. (28 spp.)
  9. Pseudiosma DC. (1 sp.)
  10. Sheilanthera I. Williams (1 sp.)
  11. Euchaetis Bartl. & H. L. Wendl. (23 spp.)
  12. Macrostylis Bartl. & H. L. Wendl. (10 spp.)
3. Tribus Pteleeae DC.
  1. Subtribus Pteleinae
    1. Ptelea L. (3 spp.)
    2. Plethadenia Urb. (2 spp.)

  2. Subtribus Choisyinae
    1. Choisya Kunth (6 spp.)
    2. Peltostigma Walp. (2 spp.)

  3. Subtribus Pilocarpinae
    1. Pilocarpus Vahl (18 spp.)
    2. Metrodorea A. St.-Hil. (6 spp.)
    3. Raulinoa R. S. Cowan (1 sp.)
    4. Balfourodendron Corr. Mello ex Oliv. (2 spp.)
    5. Esenbeckia Kunth (36 spp.)
    6. Helietta Tul. (8 spp.)
    7. Euxylophora Huber (1 sp.)

  4. Subtribus Hortiinae
    1. Adiscanthus Ducke (1 sp.)
    2. Hortia Vand. (10 spp.)

  5. Subtribus Spirantherinae
    1. Spiranthera A. St.-Hil. (6 spp.)
    2. Nycticalanthus Ducke (1 sp.)

  6. Subtribus Galipeinae
    1. Ertela Adans. (2 spp.)
    2. Ravenia Vell. (12 spp.)
    3. Raveniopsis Gleason (20 spp.)
    4. Conchocarpus J. C. Mikan (51 spp.)
    5. Leptothyrsa Hook. fil. (1 sp.)
    6. Naudinia Planch. & Linden (1 sp.)
    7. Desmotes Kallunki (1 sp.)
    8. Toxosiphon Baill. (4 spp.)
    9. Galipea Aubl. (13 spp.)
    10. Ticorea Aubl. (6 spp.)
    11. Decagonocarpus Engl. (2 spp.)
    12. Rauia Nees & Mart. (5 spp.)
    13. Angostura Rich. (16 spp.)
    14. Dryades Groppo, Kallunki & Pirani (5 spp.)
    15. Neoraputia Emmerich ex Kallunki (7 spp.)
    16. Raputia Aubl. (13 spp.)
    17. Raputiarana Emmerich (2 spp.)
    18. Andreadoxa Kallunki (1 sp.)
    19. Erythrochiton Nees & Mart. (6 spp.)
    20. Sigmatanthus Huber ex Emmerich (1 sp.)
    21. Apocaulon R. S. Cowan (1 sp.)
    22. Rutaneblina Steyerm. & Luteyn (1 sp.)
    23. Lubaria Pittier (2 spp.)
4. Tribus Zanthoxyleae Dumort.
  1. Subtribus Zanthoxylinae
    1. Fagaropsis Mildbr. (4 spp.)
    2. Phellodendron Rupr. (2 spp.)
    3. Tetradium Lour. (9 spp.)
    4. Zanthoxylum L. (243 spp.)

  2. Subtribus Vepridinae
    1. Ivodea Capuron (29 spp.)
    2. Vepris Comm. ex A. Juss. (98 spp.)

  3. Subtribus Flindersiinae
    1. Flindersia R. Br. (17 spp.)
    2. Lunasia Blanco (1 sp.)
    3. Coatesia F. Muell. (1 sp.)
    4. Geijera Schott (5 spp.)

  4. Subtribus Dinosperminae ined.
    1. Dinosperma T. G. Hartley (4 spp.)

  5. Subtribus Pitaviinae
    1. Bosistoa F. Muell. ex Benth. (4 spp.)
    2. Bouchardatia Baill. (1 sp.)
    3. Crossosperma T. G. Hartley (2 spp.)
    4. Acradenia Kippist (2 spp.)
    5. Pitavia Molina (1 sp.)
    6. Polyaster Hook. fil. (1 sp.)
    7. Decazyx Pittier & S. F. Blake (2 spp.)
    8. Decatropis Hook. fil. (2 spp.)

  6. Subtribus Pentacerinae ined.
    1. Pentaceras Hook. fil. (1 sp.)

  7. Subtribus Diplolaeninae ined.
    1. Neoschmidea T. G. Hartley (2 spp.)
    2. Halfordia F. Muell. (1 sp.)
    3. Crowea Sm. (3 spp.)
    4. Myrtopsis Engl. (8 spp.)
    5. Correa Andrews (11 spp.)
    6. Leionema (F. Muell.) Paul G. Wilson (28 spp.)
    7. Eriostemon Sm. (2 spp.)
    8. Muiriantha C. A. Gardner (1 sp.)
    9. Philotheca Rudge (54 spp.)
    10. Drummondita Harv. (11 spp.)
    11. Geleznowia Turcz. (2 spp.)
    12. Asterolasia F. Muell. (20 spp.)
    13. Diplolaena R. Br. (15 spp.)
    14. Microcybe Turcz. (4 spp.)
    15. Phebalium Vent. (35 spp.)
    16. Nematolepis Turcz. (7 spp.)
    17. Chorilaena Endl. (1 sp.)
    18. Rhadinothamnus Paul G. Wilson (3 spp.)

  8. Subtribus Boroniinae ined.
    1. Boronia Sm. (133 spp.)
    2. Neobyrnesia J. A. Armstr. (1 sp.)
    3. Perryodendron T. G. Hartley (1 sp.)
    4. Zieria Sm. (65 spp.)
    5. Brombya F. Muell. (2 spp.)
    6. Euodia J. R. Forst. & G. Forst. (7 spp.)
    7. Pitaviaster T. G. Hartley (1 sp.)
    8. Cyanothamnus Lindl. (23 spp.)
    9. Tetractomia Hook. fil. (6 spp.)
    10. Medicosma Hook. fil. (25 spp.)
    11. Acronychia J. R. Forst. & G. Forst. (53 spp.)
    12. Maclurodendron T. G. Hartley (6 spp.)
    13. Melicope J. R. Forst. & G. Forst. (244 spp.)
    14. Dutaillyea Baill. (3 spp.)
    15. Sarcomelicope Engl. (9 spp.)
    16. Comptonella Baker fil. (8 spp.)
    17. Dutailliopsis T. G. Hartley (1 sp.)
    18. Picrella Baill. (3 spp.)